# 余杭区 (县辖区)
余杭区，是中国浙江省原余杭县(今杭州市余杭区)的一个县辖区，1992年撤销。余杭区总人口156217(1987年末)。政府驻余杭镇太炎路。

## 建制沿革
余杭区辖5镇6乡，分别为余杭镇、永建乡、舟枕乡、石鸽乡、中桥乡、泰山乡、仓前镇、和睦乡、吴山镇、闲林镇、长乐镇。